# Mahabali

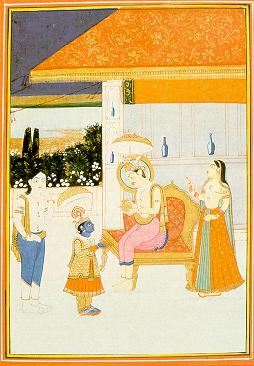
Vamana com Bali Maharaj

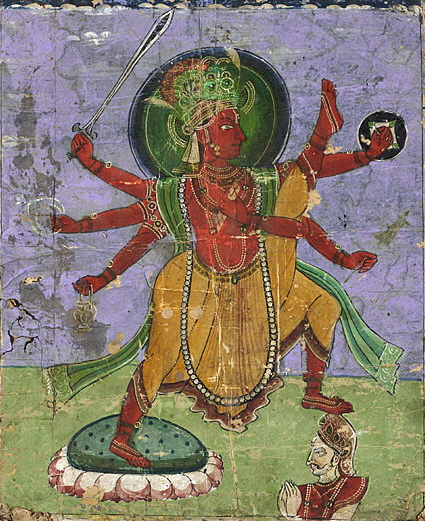
Avatara Vamana decepa a cabeça de Bali, e a envia para Patala

Mahabali (IAST: Mahābalī, Devanagari: महाबली, malaiala: മാവേലി, മഹാബലി, em tâmil:  மாவேலி) também conhecido como Bali ou Māveli é um personagem das escrituras hindus, ele foi um rei Dravida, considerado um Asura benevolente, do estado de Kerala, e neto de Pralada. O festival de Onam, celebrado pelo povo de Kerala na Índia, ele foi declarado um ‘feriado estadual’ de Kerala em 1960, ele comemora a volta do rei ao mundo após ser enviado as profundezas do submundo de Sutala por Vamana, o quinto avatar de Vishnu.

## Reino do rei Mahabali
A lenda diz que o estado de Kerala era a capital do rei Asura (povo derrotado pelos Devas), Mahabali. O rei era muito respeitado no seu reino e era conhecido por sua sabedoria, ponderação e extrema generosidade. Dizem que Kerala testemunhou sua era dourada no reino do rei Mahabali . O reino era caracterizado por sua paz e prosperidade, não havia discriminação com base nas castas. Ricos e pobres eram tratados igualitariamente. Não havia crimes, nem corrupção e nem mesmo pragas ou doenças graves. O povo não trancava as suas portas, pois não havia ladrões no reino.

## Breve história do rei Mahabali

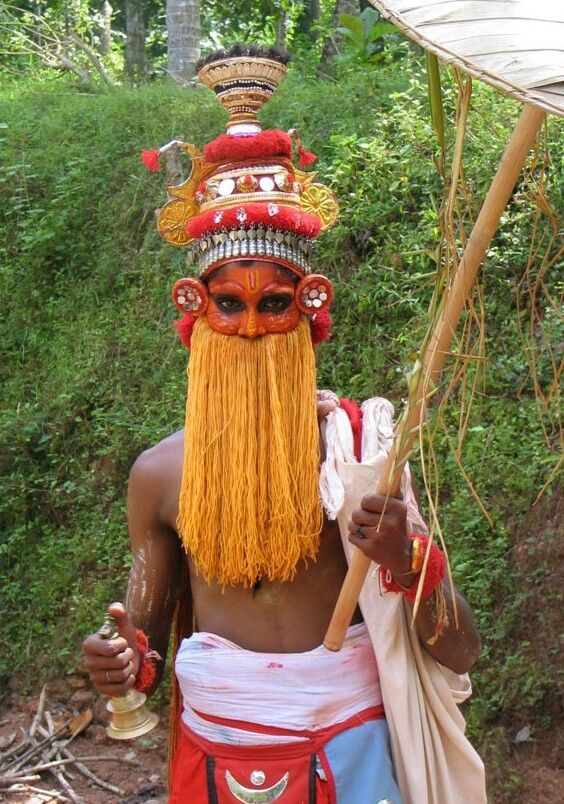
Onappottan, uma simbolica representação do rei Bali. Onappottan visita seu lar durante o festival de onam

Mahabali foi filho de Virochana e neto de Pralada, que por sua vez foi filho do rei Hiraniacaxipu. Mahabali pertenceu a dinastia Asura. Por sua bravura e força de caráter foi concedido a ele o título de "Mahabali Chakravathy" ou Mahabali - O Grande Penitente pelos conquistadores (Devas).
Dizem as escrituras que ele mais tarde expandiu  seu reino – por todo o mundo conhecido – e também inferno ou submundo e Paraíso, onde morava Indra e os Devas. Os Devas, após a sua derrota pelas mãos de Bali, pediram ao seu patrono Vishnu para restaurar sua posição de governantes do paraíso.
Bali, era instruído por seu guru e conselheiro, Sukracharya, a iniciar o Ashwamedha Yaga para manter seu  reino sobre os três mundos. Vishnu, enquanto isso, adotou a forma humana (avatar) de Vamana, um pobre Brahmin ou monge.
Disfarçado como Vamana, Vishnu foi até Mahabali que oferecia terras aos monges e pediu um pedaço de terra. O generoso rei disse que ele poderia ter tanta terra quanto quisesse. O Brâmane disse que ele queria apenas a terra que ele próprio pudesse cobrir com três passos . O rei ficou surpreso ao ouvir este humilde pedido, e insistiu que o garoto pedisse mais. Mas o brâmane novamente disse que queria apenas a terra que se estendesse sob três dos seus passos. Assim Mahabali concordou.
No momento que o rei Mahabali concordou em conceder a terra, Vamana começou a crescer e eventualmente acabou ficando com dimensões cósmicas. Com seu primeiro passo o garoto cobriu toda a terra e com o segundo os céus. E então ele perguntou ao rei Mahabali onde ele poderia dar o terceiro passo.
O rei percebeu que ele não era um ordinário Brâmane e seu terceiro passo destruiria a terra. Mahabali, com as mãos postas, inclinou-se perante Vamana e pediu para ele desse seu último passo sobre a sua cabeça para que assim ele pudesse manter a sua promessa. O Brahmin colocou seu pé sobre a cabeça do rei, e o mandou para o patala, o mundo subterrâneo.

## O rei Mahabali pede para visitar Kerala
O rei era muito ligado ao seu reino e seu povo, ele pediu para que fosse permitido visitar  Kerala uma vez ao ano. Vishnu concedeu seu desejo.

## Origem do festival de Onam
A celebração de Onam celebra o retorno de Mahabali à Kerala  e ocorre ao sul da Índia .ocorre em Trikkakara, um local à  10 km de Kochi (Cochin) na estrada Edapally-Pookattupadi. Trikkara dizem ter sido a capital do poderoso rei  Mahabali. Um templo com uma deidade 'Trikkakara Appan' ou 'Vamanamurthy' que simboliza Vishnu disfarçado também esta nesta região.
Banan filho único de Mahabali, entretanto, por ser um Daitya (descendante de Diti), não era bem visto pelos pelos Devas, 
mas por Mahabali ser devoto de Vishnu ele não foi escravizado..
No Yoga Vasistha, Rama pergunta sobre o rei Bali e seu Guru Vasistha diz que Bali foi um grande rei e ele é protegido por Vishnu.

### No Sikhismo
Vamana é dito ser o Guru Granth Sahib 
satjugi tai maNiO ChaliO bali bAvan bhAiO
In Satyayuga, you sported as the dwarf incarnation, and fooled Bali.
Na página 1330 do Guru Granth Sahib, Vamana é mencionado com sendo "sedutor" de Baliraja.

### Visões Alternativas

#### Quando Bali se torna crente

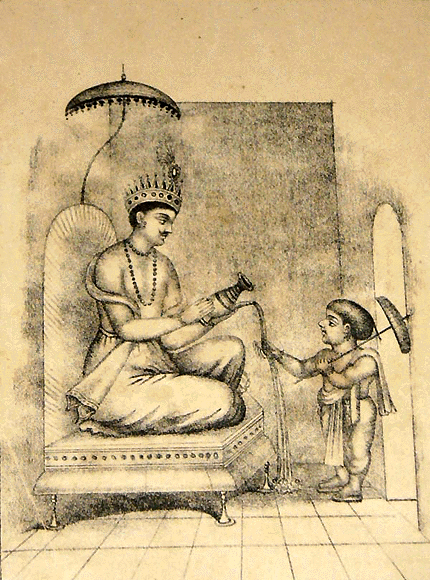
Mahabali offering boon to Vamana.

De acordo com o Yoga Vasistha, após inquirir sobre os reinos deste universo, paraíso, devas e asuras, que são regidos pela mente, Bali se concentra no auto conhecimento, e ensina os asuras a agir da mesma forma..
Ele é aclamado como um exemplo a ser seguido ao praticar o Sadhana de Nava Vidha Bhakti, também chamado de Atmanivedanam.
Também se acredita que Bali foi praticante de Raja Yoga.

#### Batalha com Indra e a vitória de Indra
Outras versões descrevem a primeira batalha entre Bali e Indra indicam que Bali não foi decapitado e que o Brahmin Sukracarya realizou o "Mritra sanjeevani" (onde somente corpos não-decapitados podem ser ressuscitados.)
Há textos como o Rāmaćarita de  Abhinanda que dizem Bali não chegou a conquistar o trono de Indra  e o aconteceu foi um Aswamedha Yagna (atos que os reis hindus historicamente realizavam para ampliar seus reinos) com a finalidade de conquista-los a posterior.

#### Vishnu apoiou Bali para dar uma lição em Indra
De acordo com o Brahma-Vaivarta Puranam, foi Vishnu quem apoiou Bali para restringir o orgulho de Indra.
No Bhagavata Purana se le: "Ele (Vishnu) tomou o reino de Purandara (Indra) e o deu a Bali Maharaja."

#### Shiva abençoa Bali
A tradição Shaiva declara que um rato, ao entrar em contato com uma lamparina (e a fazer queimar mais intensamente) no templo de Shiva renasceria como o famoso imperador Mahabali (P. 180 Philosophical Series pela Universidade de Madras, 1960). De acordo com a lenda, Shiva disse a sua consorte Paravati aquele que fiz a "deepa" (lamparina) queimar com mais intensidade se tornará o senhor dos três mundos.
Um rato ao se aproximar, buscando beber ghee (manteiga derretida) em sua tentativa de bebe-la, fez a chama se reacender. Parvati exigiu que Shiva mantivesse a sua promessa e assim fez Shiva.
Escanda Purana, um texto Saivita descreve Bali adorando Shiva todos os dias.

#### Vishnu concede um desejo a Mahabali
Enquanto ele é levado para Patala  (colônia de demônios), o rei Bali faz seu último pedido. Ele pede que seja permitido a ele visitar Kerala uma vez ao ano para assegurar que seu povo ainda esteja feliz, bem alimentado e em paz. Vishnu concede o desejo de Mahabali. Também por desejo de Vishnu, Bali seria em seguida, o oitavo Indra (Rei dos Devas) (Purandara é na verdade Indra) durante o tempo do oitavo Manu, Savarni Manu.
Antes de ir para Patala, ele adorou a Vishnu, Brahma e Shiva.
A moral da história é (repetidamente apresentada nos textos hindus) que Ravana, Bali, ou todas as outras coisas animadas tem a protenção para um grande bem ou mau.
O ensaísta Veermani P. Upadhyaya descreve que mesmoa as divindades não pode proteger uma pessoa de acumular pecadosao querer ser dono de tudo, ou "mahasriman".
É interessante notar que mesmo Vishnu, Deus, ao testar Bali, o rei permaneceu fiel ao Deus.

#### Ganesha abençoa a missão de Vamana
Alguns textos defendem que foi Ganesha quem deu a bênção a Vishnu sob a forma de Vamana.

#### Bali no pós vida
É dito que Bali atingiu o Moksha por atmanivedanam. Krishna in the Sri Rūpa Gosvāmīs Bhakti-rasāmrta-sindhu

#### Kings Paying Tribute to Mahabali
The Bhavishyottara Purana reads that a king should pay respect to King Bali, "the future Indra."

#### Mahabali visita Kurukshetra
Mahabali dizem ter visitado Kurukshetra.

#### Asuras versus Devas
No período do Rigveda, havia dois grandes grupos de arianos; Os Indo-Arianos que acreditavam que Aditi era a verdadeira mãe de todos os deuses e os Irano-Arinos (Dasyu) que acreditavam ser Diti, a sua irmã gêmea a mãe de todos os deuses. Bali era descendente desta linhagem. D. R. Bhandarkar descreveu no seu livro que 'Parsus ou Persas" era o velho nome dos "Rakshasas".) Ele disse mais tarde que o termo era usado juntamente com Asuras por Panini Parshvadi-gana.